# ドーナツ

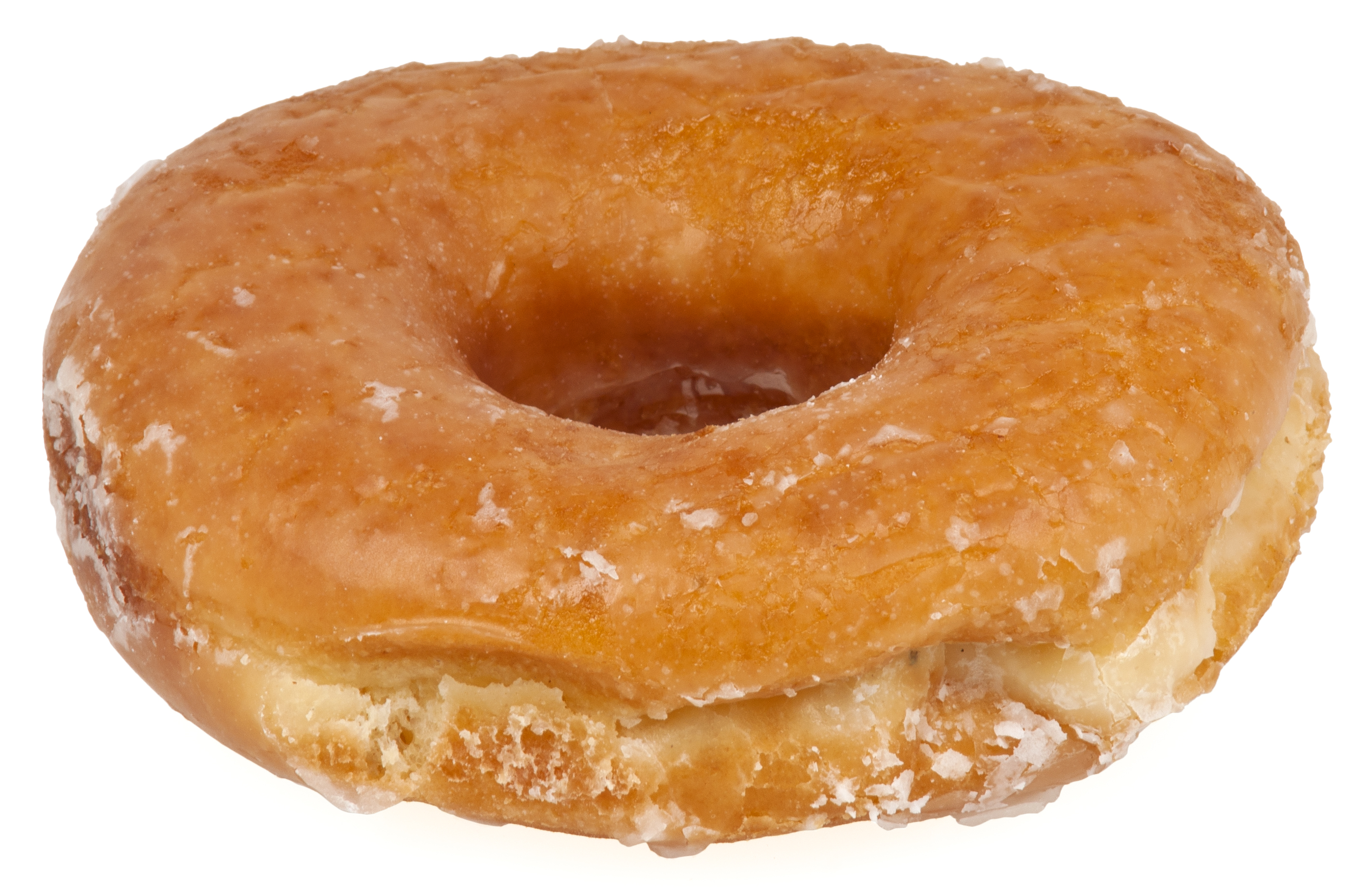
典型的なリングドーナツ

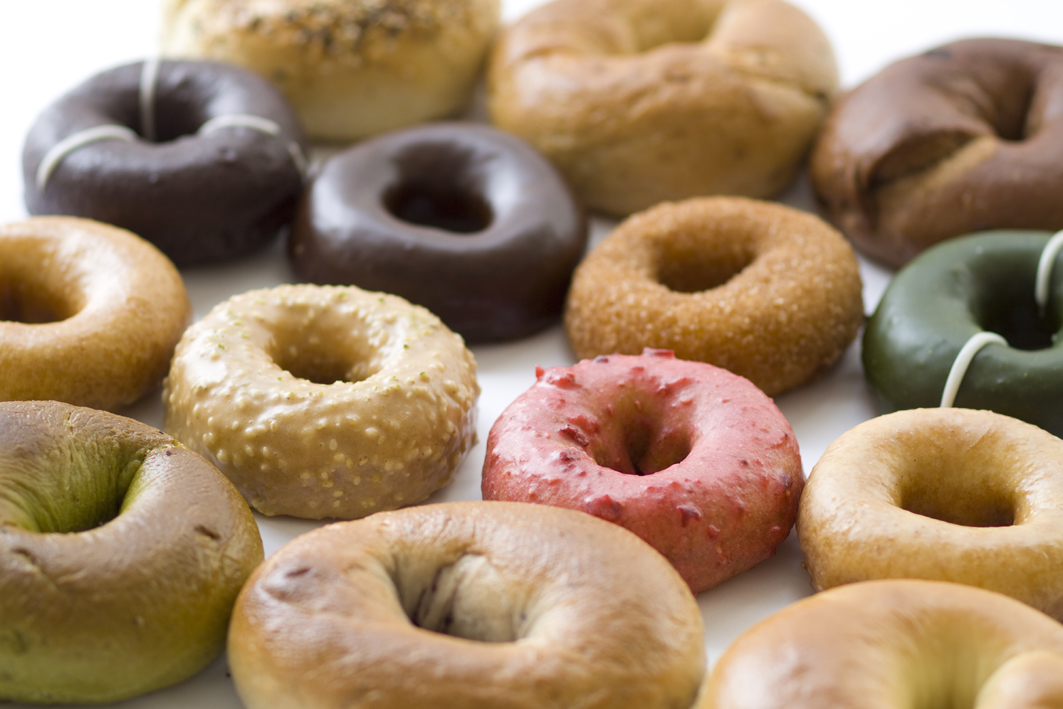
様々な種類のドーナツ

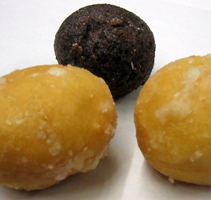
ティムビッツ（ドーナツホールズ）

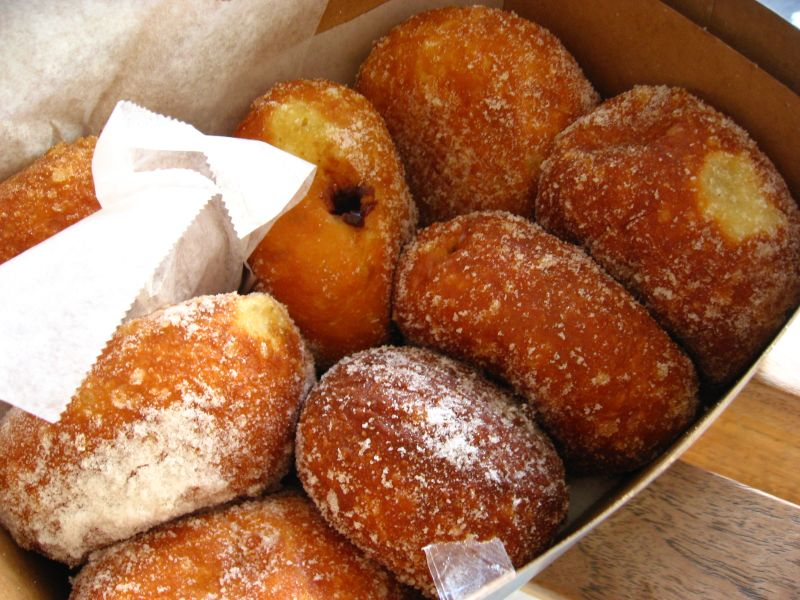
マラサダ

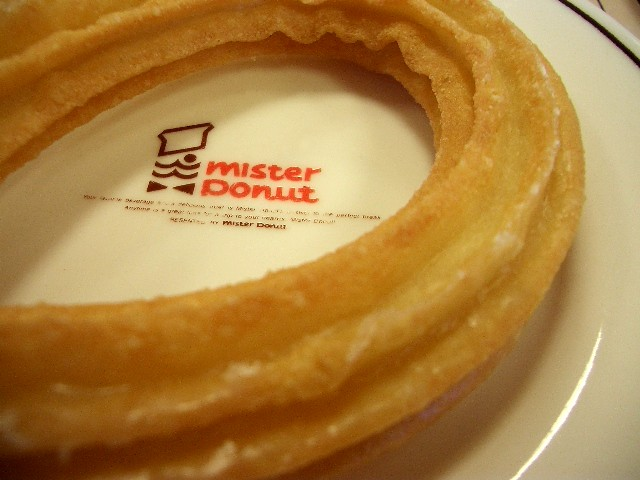
チュロス

ドーナツ（ドーナッツ、英語: doughnut, donut）は、小麦粉を主成分とし、水・砂糖・バター・卵などを加えた生地を油脂で揚げた揚げ菓子の一種である。内側はしっとりふんわりしたケーキのような食感のものや、モチモチした食感のものなどがあり、形状はリング状が多いが、ボール状や棒のような形のものなどもある。
日本では下に記した専門店や、スーパーマーケット、コンビニエンスストアで販売されている。ホットケーキミックス、ドーナツ専用の「ドーナツミックス」などを用いると、家庭でも比較的簡単に作ることができる。日本では菓子の範疇であるが、アメリカ合衆国では朝食代わりにする人も多い。
サーターアンダーギーやベルリーナー・プファンクーヘンなど、今日ドーナツの範疇に含まれる菓子の多くは祭日や祝い事と関連性が深く、油脂や砂糖が貴重品だった頃は庶民が日常的に口にできるものではなかった。調理に油脂を多く用いることから、キリスト教（カトリック）圏では伝統的に四旬節の節制が始まる前に行われる謝肉祭、ユダヤ教圏では聖油の祭日ハヌカーとの関連が深い。
なお、ドーナツといえば、リングドーナツが代表的であるため、ドーナツ化現象やドーナツ盤のようにリング状のものを指してドーナツ（形）と言うことがある。

## 歴史

### 先駆け
マルクス・カト・ケンソリウスの著書『農業の研究』には、チーズやハチミツ、そして ケシの実を使用する生地を丸くして油で揚げた「グロビ」と呼ばれる食品のレシピが記載されていた。似たような揚げ生地のレシピは、ヨーロッパ諸国やその他の地域でも広まったか、あるいは独立に誕生した。1485年にドイツのニュルンベルクで出版された料理本『Küchenmeisterei （料理の専門的知識）』にはジャム入りの揚げ菓子であるクラップフェンのレシピが収録されていた。スペイン、ポルトガル風チュロスもまたリングの形で提供されたシュー生地のことである。このレシピは16世紀に中国から持ち込まれたか、紹介されたのかもしれない。

### イングランドと北アメリカ
オランダ系アメリカ人の移民達は18世紀初頭に入るとニューヨーク（またはニューアムステルダム）にオリコーク（油のケーキ）を持ち込んだ。これらのドーナツはより最近のものによく似ているが、まだ現在のリングの形をしているとは言えなかった。1750年のイングランドで、「ナッツ」と呼ばれる揚げたドウのレシピが、ウィリアム・エリスの著書『The Country Housewife’s Family Companion』の中で「ハートフォードシャーケーキ、ナッツとピンクッションの作り方」という項目で紹介された。
"dow nuts"と呼ばれたレシピは、またもやハートフォードシャー州で 、1800年ごろにトーマス・ディムズデール男爵の妻エリザベスによって書かれた、レシピと家事の秘訣を集めた書物に記載されている。レシピはエリザベスが知人から聞き取ったものである。"dow nuts"はイースト発酵の甘い生地を薄く伸ばし、小さく切って揚げる菓子だった。
現代の伝統的な綴りに近い"dough nuts"を用いた最初の本は、おそらく1803年版の『The Frugal Housewife: Or, Complete Woman Cook』である。同書では、アメリカ料理レシピを集めた付録の中に "dough nuts"が含まれていた。
最も早期に"dough-nut"について言及したのはワシントン・アーヴィングの1809年の著書である『A History of New York, from the Beginning of the World to the End of the Dutch Dynasty』である。
第一次世界大戦中、ヨーロッパでは救世軍・アメリカ赤十字・YMCAといった慈善団体が兵士の慰問業務活動の中で、ドーナツを無料配布したという。それが大戦後のドーナツの普及の一因となり、第二次世界大戦でも同様の貢献をしている。
アメリカのドーナッツ店は深夜営業の為、強盗の危険があった。そのため、アメリカのドーナッツチェーン店「ダンキンドーナツ」は、警官へのドーナツの無料提供または値引きをして、防犯対策に活用していた。
現在でも米軍では正式なレーションのメニューとして採用されている。

### ロサンゼルスにおける歴史
ロサンゼルスはドーナツ文化の中心地として認知されている。
うち1952年創業のランディーズドーナツは、『アイアンマン2』をはじめとするハリウッド映画やミュージックビデオの撮影地としてよく使われ、聖地巡礼に訪れる者もいる。また、1970年代にカンボジア移民のテッド・ノイがドーナツ店を開き、難民たちがこの地で菓子店を開くことを支援し、この地におけるドーナツ文化を作り上げた。

### 韓国における歴史
一方、韓国においてはクァベギというもち米粉入りねじりドーナツが親しまれており、2019年にランディーズドーナツやOLD FERRY DONUTといった店が進出したことで、韓国におけるドーナツ市場に影響を及ぼしただけでなく、伝統的なクァベギの再評価にもつながった。一方、「Record China」によると、韓国のインターネットコミュニティにおいては健康への影響を懸念する声や見た目の偏重を指摘する声もあったという。

### 日本における歴史
1914年（大正3年）、上野公園で開催された東京大正博覧会でドーナツの実演販売が行われた記録が残る。大日本帝国陸軍においても1932年（昭和12年）刊行の軍隊調理法に加給品（間食）としてのドーナツの製法が記載されていた。一方、日本において、ドーナツは昭和後期まで中流家庭でよくつくられる菓子の一つであり、味付けも砂糖をかけただけ、もしくは何もかけない場合が多かった。1970年にミスタードーナツとダンキンドーナツが本格的にチェーン展開を始めた。以来、多様なドーナツが日本国民に提供されていった。なお、ダンキンドーナツは1998年に日本市場から撤退している。
2000年代にはアメリカのドーナツ大手の一つクリスピー・クリーム・ドーナツが日本に進出したほか、無添加を売りとした「フロレスタ」や、豆乳やおからを主原料とした「はらドーナツ」も登場した。2000年に入った辺りから高級志向・健康志向のドーナツも出現した。このブームにより、ドーナツが「子どものおやつ」から「大人のスイーツ」に仲間入りしたと分析する向きもある。
2014年11月には日本のコンビニチェーンの一つセブンイレブンが、コンビニコーヒーで成功した経験から相乗効果を狙って「セブンカフェドーナツ」を投入し、他社もそれに追随した。コンビニの定番商品であるおでんは、日々の保守整備や具材の廃棄が加盟店の負担となっていたのに対し、ドーナツは什器の負担のみで済むほか、手間や光熱費もおでんほどではなかったため、加盟店からも期待されていた。
これは日本におけるドーナツ戦争と呼ばれることもあり、クリスピー・クリーム・ドーナツをはじめとする過去のブームの関係者に打撃を与えたといわれている。とはいえ、コンビニが期待していたほどの成功は収められなかった。その理由について経済評論家の加谷珪一は、コンビニが潜在市場規模を見誤ったことを挙げており、ドーナツ市場を独占していたミスタードーナツの業績が悪化したところに、コンビニが参戦してパイの奪い合いになってしまったことを指摘している。このほかの失敗の要因としては「各社のドーナツの風味がミスタードーナツと似たり寄ったりになってしまった」（森山真二）、「糖質制限ブーム」（吉岡秀子）などが挙げられている。
2020年代の新型コロナウイルスの流行によって店内飲食よりもテイクアウトが好まれるようになったことは、ミスタードーナツやクリスピー・クリーム・ドーナツにとって追い風となった。それに加え、「アイムドーナツ」や「ラシーヌ」といった第三世代と呼ばれる新興ドーナツも登場した。うちラシーヌは、コロナウイルスの流行初期の休業要請によって外食店で加工用の果物が大量に余ったことを知った運営会社のグリップセカンドがドーナツ用グレーズの原料として買い取ったことでドーナツ事業を始めるきっかけになった。
2024年9月にはセブンイレブンが「お店で揚げたドーナツ」を関東地区で展開した。この商品は評判が良かったことから販売地域を拡大した。

## 語源

### Dough nut
最も早期に知られたこの単語が文書で使用されたのは、1808年の「ファイアケークとドーナツ」の広がりについて述べられた短編小説である 。ワシントン・アーヴィングは1809年、『History of New York』の「ドーナツ」の説明にて「甘いボール状のパン生地を豚の脂で揚げたものをドーナツまたはオリコークと呼ぶ」と述べている。この「ナッツ」のような揚げ生地は今ではドーナツホールと呼ばれている。ナッツという言葉は古くから"ginger nut（ジンジャーナッツ）"のように「小さくて丸いケーキやクッキー」の意味で使われた。"Doughnut" は伝統的な綴りで、アメリカ合衆国で今でも主流である 。しかしながら、"donut"もよく使われている。現在、アメリカ英語では 「doughnut」 とそれを縮めた 「donut」の両方が浸透している。

### Donut
"donut"が紙媒体で最初に使われたのは、1900年にジョージ・W・ペックが出版した『Peck's Bad Boy and his Pa』の中の「パパが言うには、あまり食欲が無いからコーヒー1杯とドーナツ（donut）1個だけにしておくつもりだったんだって」というセリフからである。作家のジョン・T・ エッジによると、新しい綴り"donut"は、1920年、ニューヨークを本社とするディスプレイ・ドーナツ・マシン株式会社がドーナツ自動製造機を買ってくれそうな外国人に向けてより発音しやすくするために短縮した時に創案された 。
ダンキンドーナツ（Dunkin' Donuts）は、1948年にオープンケトル（マサチューセッツ州クインシー）という名前で設立され、1950年に現在の名前になったことから、donut表記を用いる中では現存する最古の会社である。他のチェーン、例えば1931年に閉鎖したメイフラワードーナツ社（Mayflower Doughnut Corporation）は、"donut"の綴りを使用していなかった。オックスフォード辞書によると、"donut" は国際的に使用されるが、"doughnut"という綴りは米国英語である。"donut"という綴りは1950年代までめったに使われず、それ以来著しく普及が進んだ。

## 形

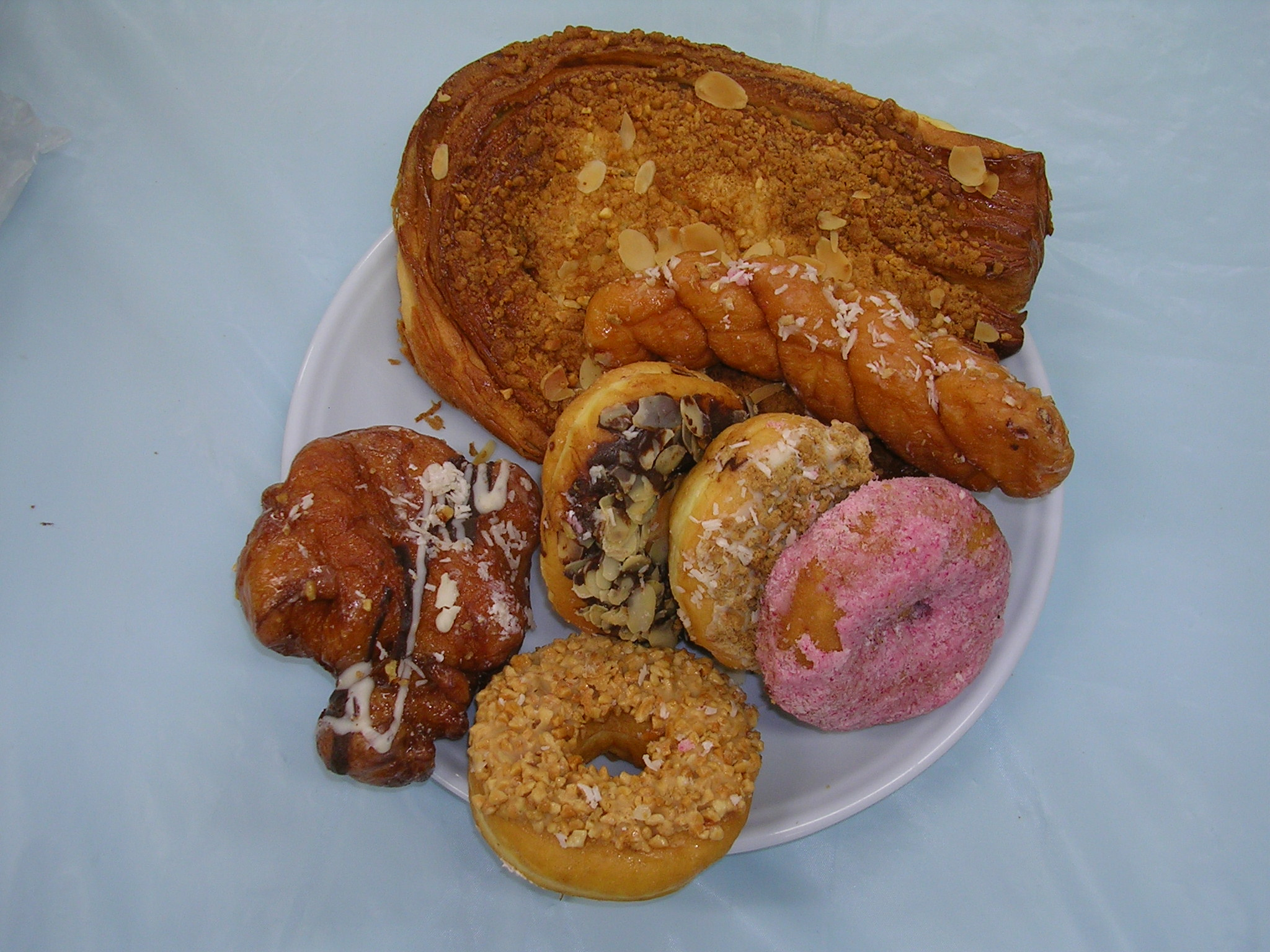
パンとドーナツ

揚げる際に熱の通りを良くするために円形の生地の真ん中を丸く抜いて輪（トーラス）にしたリングドーナツ、棒状に伸ばした生地をねじったツイストドーナツ、穴を開けない球形あるいは扁平球形のものや棒状のものなどがある。後述のとおりリングドーナツは代表的な形であるがドーナツの十分条件にすぎない。
リングドーナツの成形には、硬めの生地をドーナツ型でリング状に型抜きする方法、手で棒状に伸ばし両端をつなぐ方法、柔らかめの生地をドーナツメーカーを使ってリング状にして鍋の中に入れていく方法、ドーナツスプーンと呼ばれるリング状の器具で生地をすくって鍋の中に入れて熱した油に浸しながら揚げる方法などがある。リングドーナツの発明者はニューイングランドのハンソン・グレゴリーとされる。
揚げてから中にジャムやクリームを注入するジェリードーナツ（ベルリーナー・プファンクーヘン、クラップフェンなど）や揚げる前に餡を詰めたあんドーナツは穴を開けない。穴が開いてない棒状のロング・ジョンというドーナツもある。「ドーナツホールズ（donut holes）」と呼ばれる小型の球形ドーナツは、ミスタードーナツでは「D-ポップ」、ダンキンドーナツでは「マンチキンズ」、ティムホートンズでは「ティムビッツ」と呼ばれている。リングドーナツのくりぬいた真ん中の生地を揚げたものといわれることがあるが、市販のリングドーナツはほとんどの場合、生地を特殊なノズルで直接リング状に生成するため生地の穴抜きをすることはない。

### リング
アメリカ人であるハンソン ・グレゴリーは、1847年、16歳の時に石灰貿易の船上でリング状のドーナツを発明したと主張している。グレゴリーはねじった形のドーナツの脂っこさと、普通の丸いドーナツの中心が生焼けであることが不満だった。船のブリキ製の胡椒入れで生地の中心に穴を開けたと後に主張し、母親にその技術を教えたと述べた。『スミソニアン・マガジン』によると、ハンソンの母であるエリザベス・グレゴリーは、「香辛料の船荷であるナツメグとシナモン、そしてレモンの皮を器用にうまく使った罪深い味わいの揚げドーナツを作り」、そして「生地の火が通らない可能性がある中心にヘーゼルナッツかクルミを入れ」、その食べ物を「ドーナツ（ドウ＋ナッツ）」と名付けた。
リングドーナツには2種類あり、1つはイーストで生地を膨らませて作られたドーナツ、もう1つは専用のケーキ生地から作られたものである。
ダニエラ・ ガラルザはEaterに向けて「今や一般的になったドーナツの穴は未だに議論の余地がある」と伝えた。料理ライターのマイケル・クロンデルは、リング形が主流になったのは、かつて一般的だった輪形のクッキーであるジャンブルに由来すると推測している。料理史家のリンダ・チヴィテッロは著書『食と人の歴史大全 火の発見から現在の調理まで』の中で、ドーナツの穴がドーナツに火が通りやすくなるように発明されたと書いている。1870年までには、2つの同心円型の一方がもう片方よりも一回り小さいドーナツカッターが家庭用ショッピングカタログに販売され始めた。

## 種類
種類は大きく
- ケーキドーナツ（ベーキングパウダーで膨らませたケーキ生地のドーナツ）
- イーストドーナツ（イーストで発酵させたパン生地のドーナツ）
- クルーラー（cruller、水分の多い生地を油の中に輪の形に絞り出して揚げたもの。シュー生地を用いるとフレンチ・クルーラーと呼ばれる）

に分けられる。
揚げてからアイシングや溶かしたチョコレートをかけたり、粉砂糖やグラニュー糖をまぶすことも多い。
アメリカ合衆国のR&B歌手、ルーサー・ヴァンドロスは糖衣をかけたドーナツを2つに切ってバンズの代わりに用いたベーコンチーズバーガー、「ルーサー・バーガー」を考案したとされる。

## ドーナツショップ
ドーナッツショップの中には、クリスピー・クリーム・ドーナツのように複数の国と地域で展開しているところもある。一方、ダンキン・ドーナツのように日本から撤退した例もあった。

### 註釈
1. ↑  ただし、ミスタードーナツが1号店である箕面ショップを開いたのは1971年4月2日とされている[21]。
2. ↑  ドーナツブームの第一次・第二次の区分けについてはメディアによって分かれており、ライターの長浜淳之介[22]およびノンフィクション作家の阿古真理[20]はクリスピー・クリーム・ドーナツの進出を第一次ドーナツブームとみなし、コンビニドーナツの登場を第二次ドーナツブームとしている。一方、トータルフード代表取締役の小倉朋子は2022年に日本食糧新聞電子版に寄せた記事の中で、1970年代のミスタードーナツとダンキンドーナツの参入を第一次ドーナツブームとみなし、クリスピー・クリーム・ドーナツらの参入を第二次ドーナツブームとしている[23]。